# إيه كاي إيه (فلم)
إيه-كاي-إيه (بالإنجليزية: AKA) هو فيلم فرنسي لعام 2023 حركة فيلم جريمة من إخراج «مورغان إس. داليبيرت»، وتأليف «مورغان إس. داليبيرت» و«ألبان لينوار» وبطولة «لينوير»، «إيريك كانتونا» و«تيبو دي مونتالمبيرت». يدور حول عميل سري (يلعب دوره «لينوير») مكلف بالتسلل إلى عصابة إجرامية مرتبطة بمشتبه به في تفجير إرهابي في السودان.

## القصة
«آدم فرانكو» (يلعب دوره «ألبان لينوار») هو عميل سري يعمل بأوامر ضابط استخبارات ظلامي، «كروغر» (تيبو دي مونتالمبيرت). بعد أن ينهي «آدم» مهمته في تونس، يتم تكليفه بمهمة جديدة من قبل «كروغر» بتوجيه من «السيناتور ماركونيه» (يلعب دوره «فيليب ريسيمونت»): للقضاء على زعيم حرب السودان، «مختار الطيب» (يلعب دوره «كيفن لاين»)، الذي يُشتبه فيه كمشتبه به رئيسي في تفجير في فندق بباريس.
«آدم» يتسلل إلى عصابة «بستور» الإجرامية للتقرب من هدفه ويكتسب ثقة رئيس العصابة، «فيكتور بستور» (يلعب دوره «إيريك كانتونا»)، الذي يمتلك علاقات مع «الطيب». يشق «آدم» طريقه لأعلى منصب بتقديم قدراته البدنية أثناء مواجهات مع عصابة منافسة، بقيادة زعيم العصابة المصرية «أميت». كما يطور صداقة مع زميله في العصابة «بي وي» (يلعب دوره «سايدو كامارا»)، متصل بـ«الطيب»، أثناء عيد ميلاد «جوناثان»، يتم استدعاء «آدم» بواسطة «بي وي» للانضمام إلى سرقة مصرفية طلبها «فيكتور»، مما يجعله غير قادر على قيادة «جوناثان» في يوم في الحديقة. أثناء هروبهم، يتعرضون لكمين من عصابة «أيمت»، مما يؤدي إلى إطلاق نار في الشوارع. بعد الإطلاق، يصبح «فيكتور» غاضبًا، ويدرك أن هناك جاسوسًا في عمليته. يكتشف «آدم» أنها «ناتاليا» (يلعب دورها «سفيفا ألفيتي»)، زوجة «فيكتور»، ويحذرها من أنها ستكتشف قريبًا.
أثناء تواجد «آدم» في الحديقة مع شقيقته «إيلين» (التي تجسد دورها «لوسيل جيوم»)، يتم اختطاف «جوناثان» من قبل عصابة «أميت». يغضب «فيكتور» وتتوسل ناتاليا له بدفع فدية الخطف، لكنه يرفض. بينما كان «آدم» يقوم بالمراقبة المخفية لـ«بي وي» مع زميله العميل «سيسكو» (الذي يجسد دوره «فينسنت هينين»)، يُبلَّغ آدم بالاختطاف ويغادر للتسلل إلى مجمع عصابة «أميت». بعد معركته خلال المجمع، يتمكن «آدم» من إنقاذ «جوناثان» وقتل «أميت»، لكن ليس دون أن يصاب بجروح خطيرة.
أثناء غياب «آدم»، يري «سيسكو» «الطيب» ويواجهه، لكن «بي وي» يقوم بقتل «سيسكو» في وقت لاحقًا بعد تلك المواجهة، بعد أن يدرك «سيسكو» أن «آدم» لم يكن يرد على مكالماته ويجد سيارته مهجورة، يقتحم «آدم» متجرًا قريبًا لمشاهدة لقطات الفيديو الأمنية لقتل «سيسكو». يتم إبلاغ الشرطة بواسطة جرس إنذار المتجر، ويصلون لاعتقال «آدم» بسبب أقتحامه المتجر، لكن يوضح «آدم» أنه عميل سري ويعمل في مهمة سرية ويقدم رقم شارته. يلاحظ «يوسف» (الذي يجسد دوره «ستيف تيانتشيو»)، أحد مساعدي «فيكتور»، الوضع ويدرك أن «آدم» هو جاسوس ويجمع «يوسف» بعض رجال «فيكتور» بهدف قتل «آدم» أثناء تعافيه في شقته. «مونا»، التي تعمل زميلة لـ«آدم» (الذي يجسد دوره Natoo (YouTuber))وتشغل وظيفة مشغل المراقبة، تقوم بالتنصت على المكالمة التي يجريها «يوسف» مع فريقه وتتمكن من منعها أو التصرف بناءً على المعلومات التي تحتويها، التي تُخرج رجال «فيكتور»، ولكنها تصاب أيضًا بجروح قاتلة في العملية.
يقرر «آدم» الذهاب وإكمال مهمته، حيث يجد «بي وي» و«الطيب» في مستشفى مؤقت. يكشف «الطيب» أنه تم إيقافه بواسطة الحكومة الفرنسية - حيث دُعي إلى فرنسا بحجة مناقشة الشؤون السياسية السودانية، لكنه كان ضحية محاولة اغتيال أودت بحياة زوجته وجرحت ابنته بشدة. ويرجع ذلك إلى العلاقات السابقة مع «السيناتور ماركونيه»، الذي يريد إبقاءها مخفية. كان «الطيب» يجمع الأموال (ومن هنا السطو المصرفي) لعلاج ابنته، في حين قامت الحكومة بتسميته كإرهابي. وفي الوقت نفسه، «كروغر» يرغب في التخلص من أي شخص متورط في العملية، وقد أرسل وحدتين من القوات الخاصة لقتل «الطيب» و«فيكتور» والجميع المتورطين في العملية، بتوجيه من «السيناتور ماركونيه». مع دخول القوات الخاصة إلى المستشفى، يقتلون «الطيب»، لكن «آدم» و«بي وي» يستطيعان قتل القوات الخاصة والهروب مع ابنة «الطيب». يقود «كروغر» بنفسه فريقًا ثانيًا للتخلص من «فيكتور» وأعضاء العصابة الآخرين. كما يحاول «كروغر» قتل أطفال «فيكتور»، لكن «آدم» يصل في الوقت المناسب لقتل «كروغر» واللقاء بـ«إيلين» و«جوناثان» أخيرًا، يكشف «بي وي» و«آدم» عن علاقات «السيناتور ماركونيه» بـ«الطيب»، مما يجعل الخبر على الصفحة الأولى.

## الأبطال
- ألبان لينوار في دور آدم فرانكو
- إيريك كانتونا في دور فيكتور بستور
- ثيبولت دي مونتالامبرت في دور كروجر
- سڤيفا ألڤيتي في دور ناتاليا
- سعيدو كامارا في دور بي وي
- لوسيل جيوم في دور إيلين
- كيفن لاين في دور مختار
- فيليب ريسيمون في دور السيناتور ماركونيه
- فنسان هيناين في دور سيسكو
- ناثالي أودزيريجكو في دور مونا
- ستيف تيانتشو في دور يوسف
- كونستانتين فيدال في دور جي بي
- نويه شابات في دور جوناثان
- هوغو ديلون في دور مانو
- جمال الغربي في دور بوغدان
- سفيان هافروي في دور كريم
- سيباستيان لالان في دور جاك
- ديفيد بيكهام في دور تريجر

## الاستقبال النقدي
حسب روتن توميتوز، حصل فيلم إيه-كاي-إيه على نسبة تصويت إيجابية بنسبة 75% استنادًا إلى 8 مراجعات وتقييم متوسط بلغ 5.4/10. كتب نويل موراي من صحيفة لوس أنجلوس تايمز أن AKA لا يبتكر في نوعية الجاسوسية، لكنه أشاد بتصوير فلوران أستولفي الغامض وتقديم إيتيان فورجيه للموسيقى الخلفية لإضافة النسيج والدافع. قيّمه روجر مور بنجمتين من 5 استنادًا إلى حقيقة أن "الحوادث والعلاقات وحتى المؤامرات هنا جميعها تكرار للأنماط المألوفة، مما يمنع هذا الإثارة المصنوعة بكفاءة من الوصول إلى مستوى الجاذبية." أما إيريك ديبارنوت من بنزين، مجلة ثقافية باللغة الفرنسية على الويب، فقد كتب عن نجاح عالمي وجدير بالتقدير، وإن كانت مفاجئة.

## الروابط الخارجية
- إيه كاي إيه على نتفليكس (الاشتراك مطلوب)